# Luotojärvi (sjö i Kivijärvi, Mellersta Finland)
Luotojärvi är en sjö i kommunen Kivijärvi i landskapet Mellersta Finland i Finland. Den är 2,6 meter djup. Arean är 21 hektar och strandlinjen är 2,75 kilometer lång.  Den  ingår i Kymmene älvs huvudavrinningsområde.  Sjön ligger omkring 110 kilometer norr om Jyväskylä och omkring 330 kilometer norr om Helsingfors. 
I sjön finns öarna Kanisaari och Kivikkosaari. 